# Esa (vattendrag i Vitryssland)
Esa (vitryska: Эса) är ett vattendrag i Belarus.   Det ligger i voblasten Vitsebsks voblast, i den norra delen av landet, 130 km nordost om huvudstaden Minsk. Esa ligger vid sjön Vozera Lepelskaje.
Omgivningarna runt Esa är en mosaik av jordbruksmark och naturlig växtlighet. Runt Esa är det ganska glesbefolkat, med 22 invånare per kvadratkilometer.